# Milorad Čavić
Milorad Čavić (Servisch: Милорад Чавић) (Anaheim, 31 mei 1984) beleefde als zwemmer zijn internationale doorbraak in 2003, toen de in de Verenigde Staten geboren Serviër bij de Europese kampioenschappen kortebaan (25 meter) in Dublin een wereldrecord vestigde op de 100 meter vlinderslag. Čavić studeert aan de Berkeley University in Californië, en wordt getraind door de befaamde sprinttrainer Mike Bottom.
In maart 2008 kwam Čavić in het nieuws omdat hij tijdens het EK zwemmen een T-shirt droeg met de tekst: "Kosovo is Servisch." Dit deed hij naar aanleiding van de door hem gewonnen finale op de 50 m vlinderslag (in een nieuw Europees record). Hij werd naar aanleiding van deze actie geschorst voor het verdere toernooi.

## Internationale toernooien
| Jaar | Olympische Spelen                                           | WK langebaan                                                | WK kortebaan  | EK langebaan    | EK kortebaan                                                                   |
| ---- | ----------------------------------------------------------- | ----------------------------------------------------------- | ------------- | --------------- | ------------------------------------------------------------------------------ |
| 2000 | 42e 100m rugslag DQ 100m vlinderslag                        |                                                             | geen deelname | geen deelname   | geen deelname                                                                  |
| 2001 |                                                             | 25e 50m vrije slag 27e 50m vlinderslag 27e 100m vlinderslag |               |                 | 8e 50m vrije slag 11e 100m vrije slag 21e 50m vlinderslag 16e 100m vlinderslag |
| 2002 |                                                             |                                                             | geen deelname | geen deelname   | geen deelname                                                                  |
| 2003 |                                                             | 28e 50m vrije slag 8e 100m vrije slag                       |               |                 | 50m vrije slag · 100m vlinderslag                                              |
| 2004 | 31e 50m vrije slag 19e 100m vrije slag 16e 100m vlinderslag |                                                             | geen deelname | geen deelname   | geen deelname                                                                  |
| 2005 |                                                             | 10e 50m vlinderslag 10e 100m vlinderslag                    |               |                 | geen deelname                                                                  |
| 2006 |                                                             |                                                             | geen deelname | geen deelname   | 50m vrije slag · 100m vlinderslag                                              |
| 2007 |                                                             | 6e 50m vlinderslag 6e 100m vlinderslag                      |               |                 | 50m vlinderslag · 100m vlinderslag                                             |
| 2008 | serie 100m vrije slag · 100m vlinderslag                    |                                                             | geen deelname | 50m vlinderslag | 50m vlinderslag · 100m vlinderslag                                             |
| 2009 |                                                             | 50m vlinderslag · 100m vlinderslag                          |               |                 | geen deelname                                                                  |
| 2010 |                                                             |                                                             | geen deelname | geen deelname   | geen deelname                                                                  |
| 2011 |                                                             | 12e 50m vlinderslag 18e 100m vlinderslag                    |               |                 | geen deelname                                                                  |
| 2012 | 4e 100m vlinderslag 13e 4x100m vrije slag                   |                                                             |               |                 |                                                                                |

## Persoonlijke records
Bijgewerkt tot en met 1 augustus 2009

### Kortebaan
| Afstand          | Tijd  | Datum            | Plaats |
| ---------------- | ----- | ---------------- | ------ |
| 50m vrije slag   | 21,49 | 11 december 2003 | Dublin |
| 100m vrije slag  | 47,90 | 23 november 2007 | Genua  |
| 50m vlinderslag  | 22,36 | 14 december 2008 | Rijeka |
| 100m vlinderslag | 49,19 | 12 december 2008 | Rijeka |

### Langebaan
| Afstand          | Tijd  | Datum            | Plaats   |
| ---------------- | ----- | ---------------- | -------- |
| 50m vrije slag   | 22,29 | 16 februari 2008 | Columbia |
| 100m vrije slag  | 48,15 | 12 augustus 2008 | Peking   |
| 50m vlinderslag  | 22,67 | 27 juli 2009     | Rome     |
| 100m vlinderslag | 49,95 | 1 augustus 2009  | Rome     |